# 張子立 (嘉靖進士)
張子立（1503年—1549年），字原禮，號南墅，山東登州府黄县人，軍籍。明朝政治人物。

## 生平
嘉靖四年（1525年）乙酉科山東鄉試舉人，五年（1526年）联捷丙戌科第三甲第213名進士。授行人司行人，十一年五月选授湖广道試御史理刑，十三年巡按浙江。十七年正月升山西按察司副使，历升本省布政司右参政，二十三年四月升本省按察使，次年升巡抚延绥右佥都御史。嘉靖二十四年（1545年）七月北虏自马营墩宁塞堡入犯安塞堡安诸处，往返十馀日，蹂躏三百馀里，仅一副总兵李琦冒战被创，其他三镇官军逗遛，无一人敢撄其锋者。之后掩败称功，上章奏捷，被科道官员弹劾，总兵吴瑛、西路参将杨锐、总督张珩、巡抚张子立皆被锦衣卫逮系至京讯问，四人皆被充军戍边。张子立戍居固原，三年後死于戍所，享年四十七。穆宗登基，大赦天下，追復原官。爱好藏书，书籍皆钤印以“东黄张氏书籍”之印章。

## 家族
父張濬，號東泉，为明正德九年（1514年）甲戌科进士，曾任常熟知县。母鄒氏，累封太恭人。